# Jean-Charles-Marie Bernard du Cornillet
Le bienheureux Jean-Charles-Marie Bernard du Cornillet est un ecclésiastique catholique français né le 5 août 1759 à Châteaubriant et assassiné le 3 septembre 1792 à Paris.

## Biographie
Jean-Charles-Marie Bernard du Cornillet est le fils de Jean Louis Bernard de La Bernardais, avocat, procureur en la baronnie de Châteaubriant, et de Marie Poligné de La Chesnais.
Il rentre dans les ordres, chez les Chanoines réguliers de Saint Victor, est ordonné prêtre et devient bibliothécaire de l'abbaye Saint-Victor de Paris.
Refusant de prêter le serment à la Constitution civile du clergé, Charles du Cornillet est arrêté et emprisonné dans l'ancien séminaire Saint-Firmin. Il y est massacré en septembre 1792.  
Il est béatifié le 17 octobre 1926.

## Sources
- Pierre-Marie Grégoire, Les Martyrs nantais de septembre 1792 : H.-Aug. Luzeau de la Mulonnière, prêtre de la Compagnie de Saint-Sulpice et J. Bécavin, A. Porlier, J.-Ch.-M. Bernard Du Cornillet... , 1908